# Classe treballadora

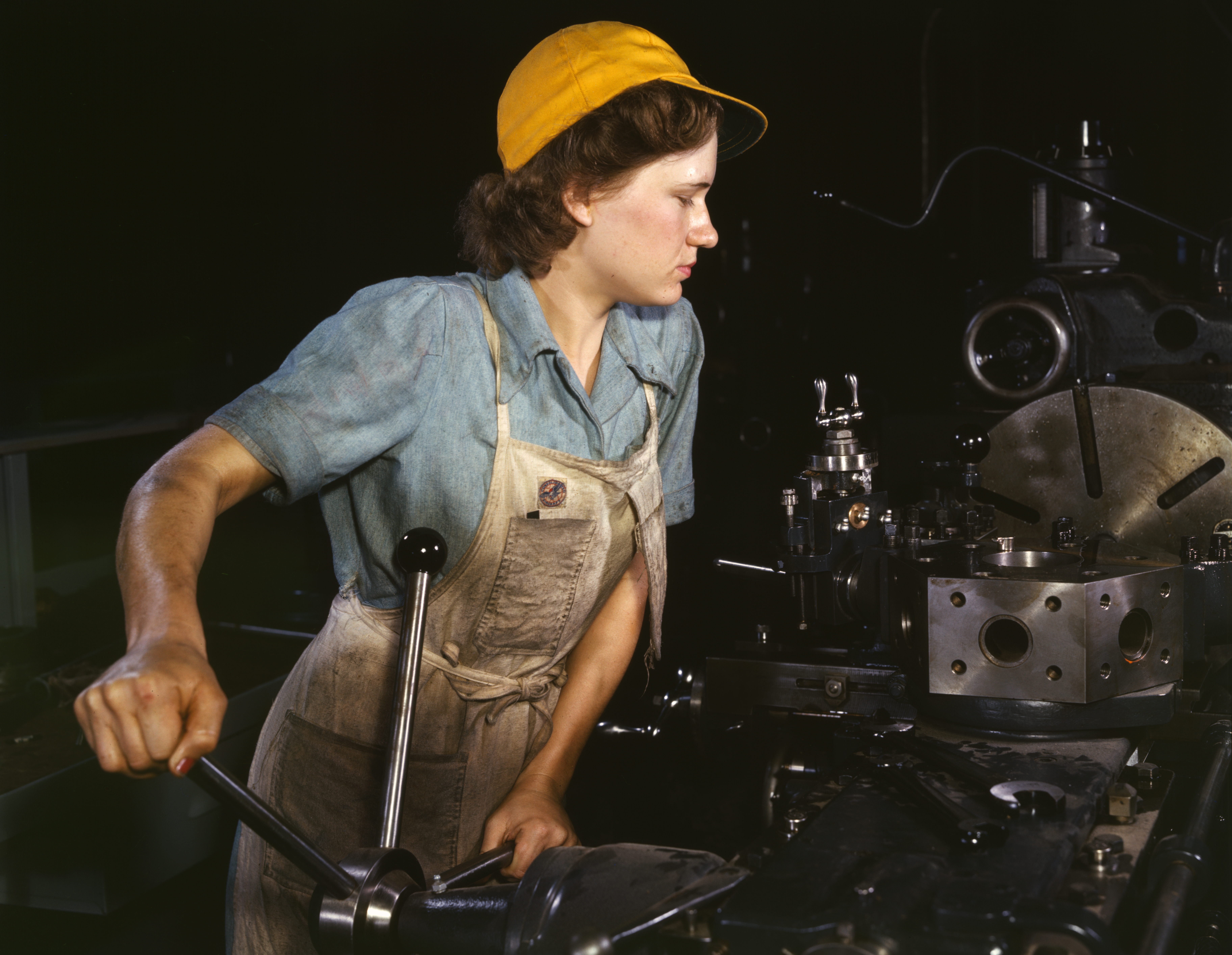
Treballadora industrial 1940

La classe treballadora comprèn les persones que s'ocupen en feines com assalariats, comprèn gairebé la totalitat de la població activa de les economies industrialitzades, així com els ocupats a les zones urbanes (ciutats i pobles) d'economies no industrialitzades o de la mà d'obra rural. Els treballadors del sector industrial també s'anomenen classe obrera.

Els membres de la classe treballadora basen els seus ingressos exclusivament en els guanys del seu treball assalariat. Se'ls considera la classe social més baixa, la mà d'obra que treballa per les classes superiors

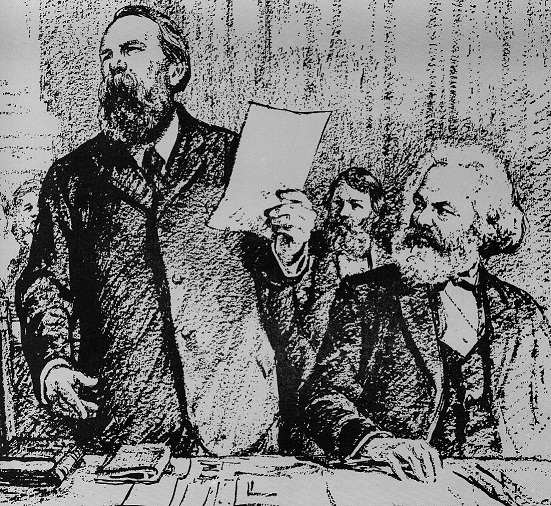
Marx i Engels, Congrés de La Haia

Segons estudis el 2002, la meitat de la població total de Catalunya és classe treballadora, el 41% classe mitjana assalariada i el 9% classe mitjana propietària.

## Origen del terme i definicions
El terme classe treballadora va començar a utilitzar-se durant la segona meitat del segle xix com a traducció de l'expressió anglesa "working class", terme que va adquirir importància en els primers escrits socioeconòmics de Karl Marx i Friedrich Engels. Sociòlegs posteriors com Max Weber van redefinir el terme usant-lo amb sentits lleugerament diferents, i que es mantenen en ús fins als nostres dies, tot i que evolucionen en els seus matisos i en la generalitat del seu ús.

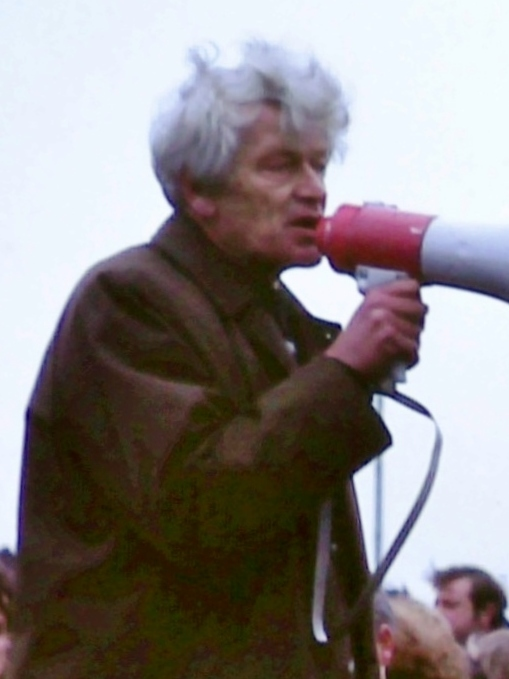
Edward Palmer Thompson en una protesta de 1980

L'historiador anglès Edward Palmer Thompson presenta una classe treballadora implicada en la seva pròpia formació. Després d'ell, altres historiadors van descobrir una classe obrera que influeix en la seva pròpia identitat i el seu destí en una dimensió política, en particular durant les revolucions, per exemple en la revolta dels canuts. Aquesta influència també es coneix en termes de valors: les expectatives dels treballadors no són tan utòpiques com diuen els seus opositors, sinó ancorades en la realitat. Buscaven autonomia, crearen una cultura, passos a través dels quals es crea la llibertat. La seva condició material, sobretot en el moment de la seva aparició (a principis del segle xix), no era necessàriament dramàtica i no és comparable a la del treballador modern: s'organitzava al voltant d'un ofici, un ofici que intentarà salvaguardar i adaptar, per protegir el seu coneixement, els seus codis morals, la seva solidaritat. La seva situació només es va fer difícil amb l'aparició de les fàbriques concentrades.

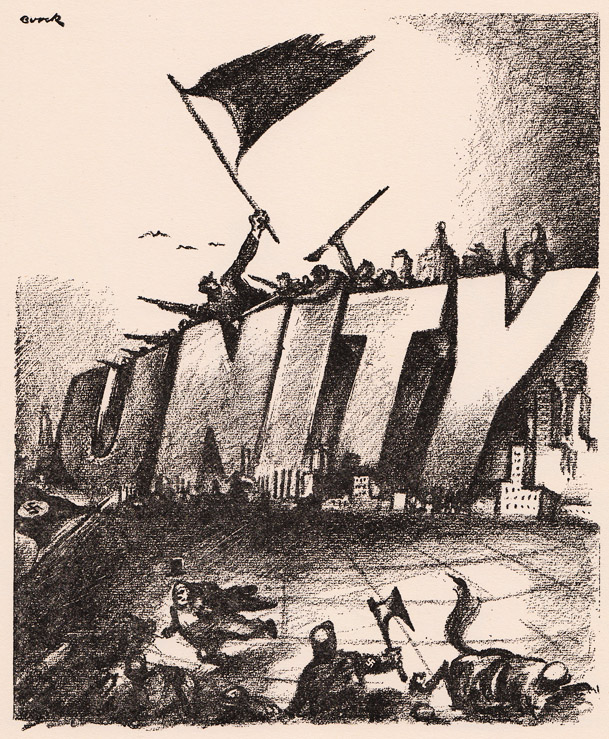
El baluard de la classe obrera, de Jacob Burck

Els desenvolupaments tècnics i socials esdevinguts durant el segle xx van contribuir a traslladar part de les forces proletàries cap a tasques corresponents a les funcions terciàries:
- A les empreses industrials, els oficis obrers han sofert canvis, afectant en particular el vincle entre el treball i la producció directa, i la divisió de tasques, donada l'automatització dels processos de producció. Les ocupacions terciàries (vinculades, per exemple, a l'entreteniment, manteniment, logística, etc.) augmenten en les fàbriques o empreses vinculades a cada sector productiu.
- La classe treballadora d'avui va del manobre al científic i es troba en gran manera des del simple empleat fins al directiu superior i això més o menys en tots els sectors de producció, del transport, dels serveis a través del comerç, sense oblidar les associacions, privades o públiques.

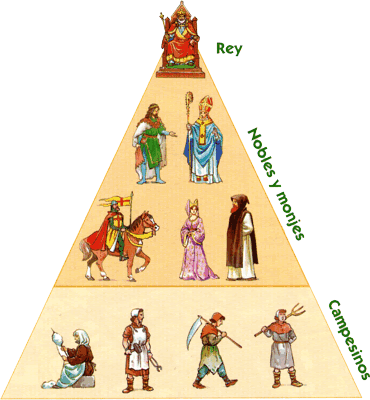
Estaments feudals a Europa

- Estaments feudals a EuropaLa funció pública disposa d'un nombre determinat de treballadors, tant en el sentit de treballadors manuals com també de tècnics ocupats especialment a les administracions estatals i regionals, a les comunitats locals, a les escoles o hospitals així com en el manteniment de les infraestructures generals.

## Història i evolució
A l'Europa feudal, la classe obrera com a tal no existia en gran quantitat. En canvi, la majoria de la gent formava part de la classe dels treballadors, un grup format per diferents professions, oficis i ocupacions. Es considerava que un artesà i un camperol formaven part de la mateixa unitat social, un tercer grup o estat de persones que no eren ni aristòcrates ni mercaders, ⁣ ni funcionaris de l'església. Jerarquies similars existien fora d'Europa en altres societats preindustrials. La posició social d'aquestes classes treballadores es veia ordenada per la llei natural i les creences religioses comunes. Aquesta posició social depenent i col·locada en desavantatge polític i fiscal va ser contestada, particularment pels camperols, per exemple durant la guerra dels camperols alemanys o la revolta dels pagesos mallorquins en el segle xv, però no podem deixar de banda en el marc dels països catalans fets com les revoltes de les Germanies, que ajuntaren en un sol bloc la menestralia urbana i la pagesia, amb els seus diversos estrats socials.
A finals del segle xviii, sota la influència de la Il·lustració, la societat europea es trobava en un estat de canvi, i aquest canvi no es va poder compatibilitzar amb la idea d'un ordre social creat per déu. Els membres rics d'aquestes societats van crear ideologies que culpaven de molts dels problemes de la classe treballadora a la seva moral i ètica (és a dir, a un consum excessiu d'alcohol, a l'escassa predisposició al treball i a la incapacitat d'estalviar diners).
Karl Marx va definir la classe obrera o el proletariat com a individus que venen la seva força de treball a canvi de diners i que no posseeixen els mitjans de producció. Va argumentar que eren els responsables reals de crear la riquesa d'una societat.
Una subsecció del proletariat, el lumpenproletariat, són els extremadament pobres i desocupats, com ara els treballadors d'un sol dia i les persones sense llar. Marx els considerava com un sector sense consciència de classe.
Al Manifest Comunista, Karl Marx i Friedrich Engels van argumentar que el destí de la classe treballadora era desplaçar el sistema capitalista, amb la dictadura del proletariat (el govern de molts, en contraposició a la "dictadura de la burgesia"), abolint les relacions socials que fonamenten el sistema de classes i avançant cap a una futura societat comunista en la qual "el lliure desenvolupament de cadascú és la condició per al lliure desenvolupament de tots". El Manifest Comunista va ser una resposta al llibre d'Adam Smith La riquesa de les nacions publicat el 1776).